# 今日出海
今 日出海（こん ひでみ、1903年（明治36年）11月6日 - 1984年（昭和59年）7月30日）は、日本の小説家、文芸評論家、舞台演出家。
初代文化庁長官を務めた。

## 略歴
北海道函館市に生まれた。3人兄弟の末子で、長兄は小説家で天台宗僧侶の今東光である。
日本郵船の船長であった父武平の転勤により、1911年（明治44年）に神戸市の小学校へ入り、1917年（大正6年）神戸一中へ進んだが、病気休学し、翌年東京の暁星中学へ移った。1922年（大正11年）、五年制中学の四年修了で旧制浦和高校に合格した。
1925年（大正14年）、東京帝国大学仏蘭西文学科へ入学し、辰野隆・鈴木信太郎らに学んだ。同期に小林秀雄・三好達治・中島健蔵らが、一年下に佐藤正彰・武田麟太郎らがいた。
1924年（大正13年）に開場した築地小劇場を観て演劇に熱中し、1925年に村山知義・河原崎長十郎・市川団次郎・池谷信三郎らが結成した劇団『心座』の演出に加わった。また、中学の頃からチェロを始め、音楽に打ち込んでおり、高校以来の親友諸井三郎が、1927年（昭和2年）に始めた音楽運動「スルヤ」に関係した。
1928年（昭和3年）、東大仏文科卒。就職できず法科へ入り直したが、外交官試験の年齢制限に気付き翌年退学。矢代幸雄の『黒田清輝美術研究所』（現在の東京国立文化財研究所）の嘱託として西洋美術史を一年あまり研究し、また、妻桂子を得た。女優の藤間春江（のちの吾妻徳穂）との仲が新聞ダネになった。
1929年（昭和4年）、心座から中村正常・舟橋聖一・池谷信三郎ら右派が独立した『蝙蝠座』に加わり、翌年第1回公演を打った。
1928年に『文芸都市』誌、1930年（昭和5年）には『作品』誌の同人となり、のちに『文學界』誌の同人に加わり、文芸評論・随筆・翻訳を載せた。左翼に同じぬ正統芸術派的立場であった。
1932年（昭和7年）、開設された明治大学専門部文芸科の講師となった。1935年（昭和10年）、請われて、崔承喜主演の映画「半島の舞姫」を、新興キネマ東京撮影所で制作した。1937年（昭和12年）、パリに半年近く滞在した。1939年（昭和14年）、明治大学教授となった。
1941年（昭和16年）11月、陸軍の報道班員に徴用され、三木清・尾崎士郎・石坂洋次郎・火野葦平らと、太平洋戦争初期のマニラに約1年滞在した（『比島従軍』、創元社1944）。1944年（昭和19年）12月に再度徴用されたときは、マニラに着いて8日目にアメリカ軍が上陸し、ルソン島北部への約5ヶ月の逃避行ののち、被弾を修理した新司偵に乗って、制空権のないバシー海峡を越え、台湾へ脱出した。さらに台北からDC-3で、戦闘末期の沖縄上空を飛び、雁ノ巣飛行場へ帰った（『山中放浪』、日比谷出版社1949）。
1945年（昭和20年）11月、文部省社会教育局文化課長となり、翌月同芸術課の初代課長となった。1946年（昭和21年）1月、本間雅晴中将の戦犯裁判の証人に喚ばれ、戦後のマニラに飛んだ。同年7月、神戸一中で同級だった白洲次郎の仲立ちで、吉田茂首相にGHQの横暴を直訴し、以後吉田に親炙した。その秋、第1回の芸術祭を催した。1947年（昭和22年）12月、芸術課長を辞し、約1年病臥した。
1950年（昭和25年）、『新潮』2月号に掲載した「三木清における人間の研究」で、三木清を批判した。小説「天皇の帽子」で、第23回直木賞を受けた（兄の東光も同賞を6年後に受賞）。その後も旺盛な執筆活動を続けた。1966年（昭和41年）、網膜剥離で片目の視力を失った。
1968年（昭和43年）6月、佐藤栄作首相に請われて文化庁初代長官となり、約4年間務めた。1972年（昭和47年）10月から、国際交流基金の初代理事長を8年間務め、モナリザの日本初公開（1974年）、および、パリの唐招提寺展を実現した。
1974年（昭和49年）、勲一等瑞宝章を受け、1978年（昭和53年）、文化功労者に選ばれた。1980年（昭和55年）、国立劇場会長となった。そのほか、放送番組向上委員会委員長、日本アカデミー賞協会会長などの役職が、80近くに及んだ。
1984年（昭和59年）7月30日、脳梗塞のため神奈川県鎌倉市の病院で没。80歳。鎌倉カトリック墓苑に葬られた。

## 著作

### 著書
- 『大いなる薔薇』白水社、1940年
- 『東西雑記』三学書房、1941年／新太陽社、1948年
- 『日本の家族制度』青木書店、1942年 （被徴用期に仏文仲間が編集した）
- 『秋の歌』三杏書院、1943年
- 『比島従軍』創元社、1944年（検閲で多くの箇所を削除された）
- 『山中放浪 私は比島戦線の浮浪人だつた』日比谷出版社、1949年／中公文庫、1978年、復刊1991年
- 『天皇の帽子』ジープ社、1950年／中公文庫、1981年
- 『脂粉の舞』ジープ社、1950年
- 『人間研究』新潮社、1951年
- 『たぬき部落』創元社、1951年
- 『私の人物案内』創元社、1951年／中公文庫、1985年、改版2006年
- 『山上女人国』読売新聞社、1952年
- 『悲劇の将軍 山下奉文・本間雅晴』文藝春秋新社、1952年／中公文庫、1988年
- 『雪間草』小説朝日社、1952年
- 『怒れ三平』毎日新聞社、1953年
- 『天皇の帽子・いろは紅葉・激流の女』小説朝日社、1953年
- 『現代紳士録』創元社、1953年／東京創元社、1956年
- 『泣くなお銀』北辰堂、1954年
- 『晴れた日に』新潮社、1955年
- 『チョップ先生』毎日新聞社、1956年／春陽文庫、1967年
- 『酔いどれ船』彌生書房、1958年
- 『人さまざま』光書房、1959年
- 『まだまだ夜だ』新潮社、1962年
- 『迷う人迷えぬ人』新潮社、1963年
- 『海賊』毎日新聞社、1966年
- 『吉田茂』講談社、1967年／中公文庫、1983年
- 『今日出海対話集』講談社、1969年
- 『静心喪失』東京美術 ピルグリム・エッセイシリーズ、1970年
- 『青春日々』雷鳥社、1971年
- 『今東光・今日出海集　日本文学全集59』集英社、1972年
- 『隻眼法楽帖』中央公論社、1981年

### 翻訳
- アンドレ・ジイド『イザベル』六蜂書房、1934年
- アンドレ・ジイド『二つの交響楽（田園交響楽・イザベル）』白水社、1936年
- アンドレ・ジイド『地の糧・ひと様々』白水社、1936年／「地の糧」新潮文庫、新版2023年
- ヴィクトル・ユーゴー『九三年』国立書院、1948年
- モオリス・ブデル『北緯六十度の恋』（福永武彦と共訳）、実業之日本社 仏蘭西文学賞叢書、1940年／新潮社、1951年